# Seigneurie de Piémont
1235–1424
Entités précédentes :
- Saint-Empire :
-  Comté de Savoie

Entités suivantes :
- États de Savoie :
-  Principauté de Piémont

La seigneurie de Piémont, appelée plus couramment apanage de Piémont, est un ensemble de terres situé dans la partie nord de la péninsule italienne et correspondant en partie à la région du Piémont, possession de la maison de Savoie à partir du XIIIe siècle.

## Géographie
L'apanage de Piémont est constitué du territoire situé « entre le Pô, Pignerol, choisie comme capitale, et la Doire Ripaire, avec Turin »,.

## Histoire
En 1233, le comte de Savoie Thomas Ier décède. Son fils aîné, Amédée IV, lui succède mais doit donner des terres en apanage à ses frères cadets, Aymon et Pierre. Ainsi son frère Thomas, « appelé Thomas II par commodité de généalogiste », obtient en 1235 l'apanage de Piémont, constitué de l'ensemble des possessions situées « en dessous d'Aveillane », place-forte qui verrouillait le val de Suse, soit la région entre Pignerol et Carignan.
À la mort du comte Philippe Ier de Savoie, en 1285, les États de Savoie sont partagés entre ses trois neveux, Amédée, le futur Amédée V reçoit la terre et le titre de Savoie et Louis, le pays de Vaud, c'est Philippe, fils de Thomas II qui hérite du Piémont.
En 1418, le dernier membre de la branche de la maison de Savoie-Achaïe, Louis de Savoie-Achaïe, meurt sans héritier mâle. Il a épousé Bonne de Savoie, sœur du comte puis duc de Savoie Amédée VIII. Ce dernier récupère pour la branche aînée l'ancien apanage de Piémont et, en 1424, l'érige en principauté. Il nomme son fils aîné Amédée prince de Piémont.

## Princes de Piémont
Les seigneurs de Piémont sont les descendants Thomas II (mort en 1259), puis Thomas III (mort en 1282) qui forment la branche cadette des Savoie-Achaïe. Le dernier héritier de cette famille, Louis de Savoie-Achaïe, meurt en 1418.